# Guayaquila roreriana
Guayaquila roreriana är en insektsart som beskrevs av Goding. Guayaquila roreriana ingår i släktet Guayaquila och familjen hornstritar. Inga underarter finns listade i Catalogue of Life.